# Refrigeração magnética
Refrigeração magnética é uma tecnologia de refrigeramento, sendo desenvolvida atualmente pela parceria do Ames Laboratory do Departamento de Energia dos Estados Unidos com a  Corporação astronáutica da América. Um modelo protótipo foi criado com sucesso em 1996.
Essa tecnologia utiliza um efeito magneto-calorífico, que é uma tendência de determinados materiais, tais como o elemento metálico gálio, os quais se aquecem muito quando inseridos em um campo magnético e se refrigeram rápido até temperaturas muito baixas quando retirados desse campo.
Esta técnica foi usada por muitos anos em sistemas criogênicos e também no controle de temperatura dos sistemas de refrigeração, para estes atingirem temperaturas de 4 kelvins ou mais baixas.